# Светски дан љубазности
Светски дан љубазности се  обележава на међународном нивоу 13. новембра. Увео га је 1998. године Светски покрет доброте, коалиција невладиних организација за доброту нација.

## Историја
На иницијативу Светског покрета за љубазност у Токију је 13. новембра 1998. године одржана конференција о љубазности. Донета је декларација која говори о толеранцији и прихватању различитости.  Тако је 13. новембар изабран за Светски дан љубазности.светски дан љубазности примећује се у многим земљама, укључујући Канаду, Аустралију, Нигерију и Уједињене Арапске Емирате. Сингапур је први пут обележио дан 2009. Италија и Индија су такође обележавају овај дан.
2012. године, на захтев председника организације "Светска Љуазност Аустралије", Светски дан љубазности уврштен је у савезни школски календар, а потом и министра школског образовања, раног детињства и омладине.

## Обележавање Светског дана љубазности
Циљ Светског дана љубазности представља истицање добрих дела у заједници. Доброта је основни део људског стања који премошћује расне, религијске, политичке и локације. Врхунско глобално тело, Светски покрет доброте, приступа Уједињеним нацијама да се Светски дан љубазности званично призна и да његови чланови једногласно потпишу Декларацију подршке светској доброти.
Светски дан љубазности има циљ да размислимо о својим поступцима, схватање да смо део глобалног друштва и да смо једнаки са људима других култура, раса и религија.  Питер Герет дао је Декларацију подршке светској доброти у Аустралији и уврстио Светски дан љубазности у национални школски календар за преко 9000 школа. Обележава се малим знацима пажње, показивањем захвалности према особама око нас, љубазношћу према другима, ширење позитивне енергије.
На овај дан, групе и појединци дају све од себе да буду љубазни према другима, у школама, на послу. Такође остављање анонимних порукица, плаћање ручка или кафе, помоћ пријатељима и странцима, поклон или изнанеђење за људе који нам значе и много других гестова представљају овај дан.